# Sparks (Oklahoma)
Sparks és un poble dels Estats Units a l'estat d'Oklahoma. Segons el cens del 2000 tenia 137 habitants.

## Demografia
Segons el cens del 2000, Sparks tenia 137 habitants, 55 habitatges, i 37 famílies. La densitat de població era de 135,6 habitants per km².
Dels 55 habitatges en un 36,4% hi vivien nens de menys de 18 anys, en un 49,1% hi vivien parelles casades, en un 7,3% dones solteres, i en un 32,7% no eren unitats familiars. En el 29,1% dels habitatges hi vivien persones soles el 12,7% de les quals corresponia a persones de 65 anys o més que vivien soles. El nombre mitjà de persones vivint en cada habitatge era de 2,49 i el nombre mitjà de persones que vivien en cada família era de 3,08.
Per edats la població es repartia de la següent manera: un 29,2% tenia menys de 18 anys, un 5,8% entre 18 i 24, un 29,2% entre 25 i 44, un 23,4% de 45 a 60 i un 12,4% 65 anys o més.
L'edat mediana era de 36 anys. Per cada 100 dones de 18 o més anys hi havia 110,9 homes.
La renda mediana per habitatge era de 20.000 $ i la renda mediana per família de 21.750 $. Els homes tenien una renda mediana de 16.875 $ mentre que les dones 12.083 $. La renda per capita de la població era de 7.715 $. Entorn del 22,9% de les famílies i el 25,4% de la població estaven per davall del llindar de pobresa.

## Poblacions més properes
El següent diagrama mostra les poblacions més properes.